# Partia Mandatu Narodowego
Partia Mandatu Narodowego (indonez. Partai Amanat Nasional) – założona w 1998 roku indonezyjska partia polityczna. 
W wyborach do Ludowej Izby Reprezentantów z 2014 roku partia uzyskała 7,59% ważnie oddanych głosów, zdobywając w ten sposób 48 mandatów. 

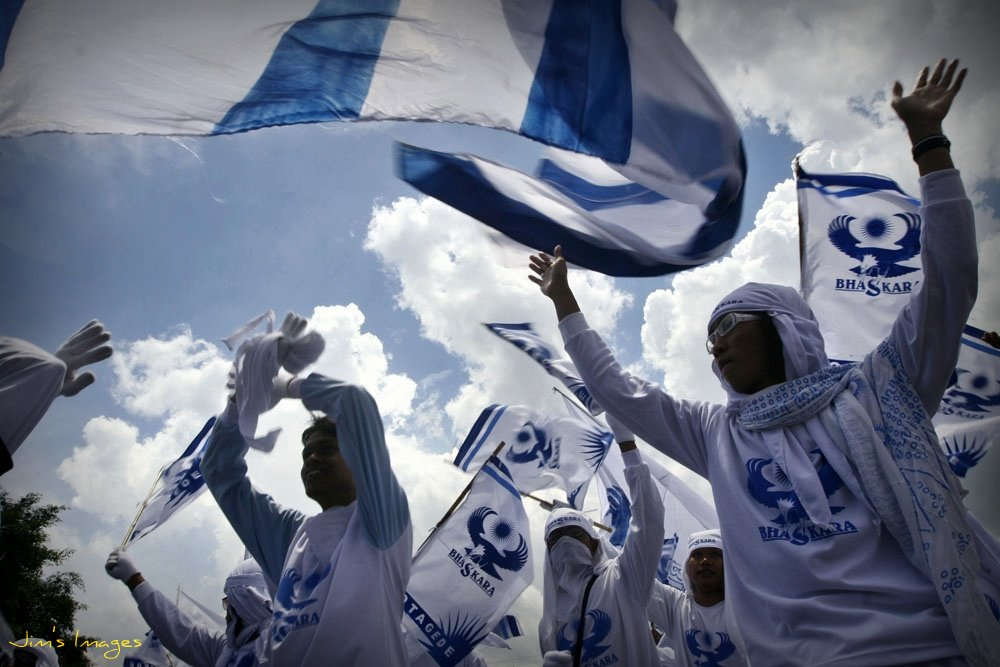
Zwolennicy parti podczas wiecu w 2009 roku

## Poparcie w wyborach
| Wybory | Poparcie | Zmiana punktów procentowych | Mandaty | Zmiana |
| ------ | -------- | --------------------------- | ------- | ------ |
| 1999   | 7,12%    | –                           | 34      | –      |
| 2004   | 6,44%    | 0,68                        | 53      | 19     |
| 2009   | 6,01%    | 0,43                        | 46      | 7      |
| 2014   | 7,59%    | 1,58                        | 49      | 3      |
| 2019   | 6,84%    | 0,75                        | 44      | 5      |